# Woocoo-Nationalpark
Der Woocoo-Nationalpark (englisch Woocoo National Park) ist ein 2,4 Quadratkilometer großer Nationalpark in Queensland, Australien.

## Lage
Er liegt in der Region Wide Bay-Burnett und befindet sich 215 Kilometer nördlich von Brisbane und 85 Kilometer südlich von Bundaberg. Zu erreichen ist der Park über die Verbindungsstraße zwischen Maryborough und Biggenden, von der man auf etwa halbem Weg zwischen Aramara und Brooweena nach Süden abbiegt. Im Park gibt es keine Besuchereinrichtungen.
In der Nachbarschaft liegen der Grongah-, Glenbar-, Wongi und der Mount-Walsh-Nationalpark.

## Landesnatur
Die höchste Erhebung beträgt 235 Meter. Der bewaldete Hügel ist von landwirtschaftlich genutzten Flächen umgeben.